# کلاته شیر پایین
کلاته شیرپایین روستایی در دهستان لانو بخش درح شهرستان سربیشه استان خراسان جنوبی ایران است.

## جمعیت
بر پایه سرشماری عمومی نفوس و مسکن در سال ۱۳۹۵ جمعیت این روستا ۱۱۲ نفر (۳۵خانوار) بوده‌است.